# Медаль Архистратига Михаїла
Медаль Архистратига Михаїла — українська недержавна медаль, заснована Православною церквою України для вшанування людей за заслуги перед Помісною українською православною церквою та побожним народом. Має один ступінь. Нагородження здійснює Предстоятель ПЦУ.

## Статут нагороди

### Загальні положення
Медаль Архистратига Михаїла — це відзнака Православної церкви України, що встановлена рішенням Священного синоду від 4 лютого 2020 року (журнал № 2)

### Ступені медалі
Має один ступінь.

### За що і кому вручається
- Вручається за заслуги перед Помісною українською православною церквою та побожним народом.
- Медаллю можуть бути нагороджені як громадяни України, так і громадяни інших держав.

### Порядок нагородження
- Представлення до нагородження проводиться за поданням архієреїв ПЦУ або інших осіб, окрім самого претендента на нагородження.
- Рішення про нагородження приймається Предстоятелем ПЦУ.
- Вручення нагороди здійснює Предстоятель Православної церкви України особисто чи за його дорученням і від його імені архієреї або священники ПЦУ.
- Особі, нагородженій медаллю, чи її представнику, вручається знак нагороди визначеної форми та грамота про нагородження.

### Правила носіння
- Медаль носять на грудях ліворуч.

### Інші положення
- Нагородження медаллю вдруге, а також посмертне нагородження не здійснюється.
- Особи, нагороджені медаллю, повинні дбайливо ставитися до збереження нагороди та грамоти. У разі їх втрати (пошкодження) видача дублікатів не передбачена.

## Опис знака нагороди
Виготовляється із ювелірної латуні, полірується та покривається золотом (товщина покриття 0.5 мк) та сріблом з патинуванням (товщина покриття 1.5 мк).
Основа медалі уявляє собою округлий хрест з чотирма променями, із надписом по краю: «Святий архістратиг Михаїл». Середина медалі покрита прозорою синьою емаллю.
По центру медалі розміщено барельєфне зображення архістратига Михаїла, покрите сріблом та патиноване.
Медаль кріпиться на колодку із шовковою муаровою стрічкою синього кольору із біло-червоно-білою смугою по центру.
На зворотній стороні медалі міститься надпис «Православна Церква України»